# Список епізодів «RuPaul's Drag U»
RuPaul's Drag U американське реаліті шоу, що транслювалося з 2010 по 2012 рік.

## 1 сезон

### Епізод 1: Tomboy Meets Girl
Вперше вийшов ефір 19 липня 2010 року
- Учасники конкурсу: Шая (Салін Діжон), Рейна (Кенді Грехем), Лінда (Пая Ла Рента)
- Професори: Онгіна, Жужубі, Равен
- Фонограмма за "своє життя": "Girls Just Want to Have Fun" — Сінді Лопер
- Запрошений суддя: Міа Тайлер
- Переможець: Шая (Салін Діжон)
- Професор переможця: Онгіна

### Епізод 2: Dateless Divas
Вперше вийшов ефір 26 липня 2010 року
- Учасники конкурсу: Ліні (Honey Boom), Пега (Electra 21), Деббі (Moxy Mayhem)
- Професори: Равен, Ніна Фловер, Морган Макмайклс
- Фонограмма за "своє життя": "I'm Every Woman" — Чака Хан
- Запрошений суддя: Тейлор Дейн
- Переможець: Ліні (Honey Boom)
- Професор переможця: Равен

### Епізод 3: Blue Collar, Pink Pumps
Вперше вийшов ефір 2 серпня 2010 року
- Учасники конкурсу: Шенон (Кікі Кардаш'ян), Джулі (Кітті Кардаш'ян), Лора (Корніша Кардаш'ян)
- Професори: Онгіна, Pandora Boxx, Шаннель
- Фонограмма за "своє життя": "No One Else on Earth" — Вайнонна Джад
- Запрошений суддя: Кріс Дженнер
- Переможець: Лора (Корніша Кардаш'ян)
- Професор переможця: Шаннель

### Епізод 4: Super Sisters
Вперше вийшов ефір 9 серпня 2010 року
- Учасники конкурсу: Рене (Cupcake), Ренетта (Starrbooty), Розі (Bianca Dinkins) — Справжні сестри РуПола
- Професори: Шаннель, Жужубі, Равен
- Фонограмма за "своє життя": "We Are Family" — Sister Sledge
- Запрошений суддя: Келлі Осборн
- Переможець: Рене (Cupcake)
- Професор переможця: Шаннель

### Епізод 5: Plump & Circumstance
Вперше вийшов ефір 23 серпня 2010 року
- Учасники конкурсу: Крістін (Christina Rena), Антуанетта (Terri Snatcher), Мінлі (Coco Versace)
- Професори: Шаннель, Жужубі, Pandora Boxx
- Фонограмма за "своє життя": "Got To Be Real" — Шеріл Лін
- Запрошений суддя: Джекі Гаррі
- Переможець: Мінлі (Coco Versace)
- Професор переможця: Pandora Boxx

### Епізод 6: Moms on the Verge
Вперше вийшов ефір 30 серпня 2010 року
- Учасники конкурсу: Жанет (Dee Dee Tee), Ейпріл (Sarah Tonin), Анжела (Damita Jo Mama)
- Професори: Pandora Boxx, Шаннель, Морган Макмайклс
- Фонограмма за "своє життя": "Baby Mama" — Fantasia Barrino
- Запрошений суддя: Дебі Мейзар
- Переможець: Анжела (Damita Jo Mama)
- Професор переможця: Морган Макмайклс

### Епізод 7: Mother vs. Daughters
Вперше вийшов ефір 13 вересня 2010 року
- Учасники конкурсу: Таша (Thunderella), Бренді (Jennasequa), Конні (Beverly Hills)
- Професори: Онгіна, Таммі Браун, Морган Макмайклс
- Фонограмма за "своє життя": "Survivor" — Destiny's Child
- Запрошений суддя: Мередіт Бакстер
- Переможець: Бренді (Jennasequa)
- Професор переможця: Таммі Браун

### Епізод 8: A Star Is Born Again
Фінальний епізод сезону

Вперше вийшов ефір 20 вересня 2010 року
- Учасники конкурсу: Шарлін Тілтон (Lisa Mercedes), Довн Уеллс (Chickadee), Ерін Мерфі (Aurora Borealis)
- Професори: Жужубі, Равен, Pandora Boxx
- Фонограмма за "своє життя": "RuPaul's Drag U Theme" — RuPaul
- Запрошений суддя: Чака Хан
- Переможець: Шарлін Тілтон (Lisa Mercedes)
- Професор переможця: Жужубі

## 2 сезон

### Епізод 1: Bringing Sexy Back
Вперше вийшов ефір 20 червня 2011 року
- Учасники конкурсу: Ліза (Rai'Zon De Rossi), Ронда (Summer Night), Деніс (Cha Cha Mizrahi)
- Професори: Шаннель, Равен, Маніла Лусон
- Урок для леді: Як залишити сексуальне повідомлення голосової пошти
- Драг нагорода: Використання старих панчіх (від Жужубі)
- Декан танцю: Андре Фуентес
- Фонограмма за "своє життя": "Right Back Where We Started From" —  Maxine Nightingale
- Магічне слово: Солоний огірок
- Запрошений суддя: Беверлі Джонсон
- Переможець: Ліза (Rai'Zon De Rossi)
- Професор переможця: Шаннель

### Епізод 2: Suddenly Single
Вперше вийшов ефір 27 червня 2011 року
- Учасники конкурсу: Марсія (Loni Fellini), Енні (Gogo West), Кріс (Caprice Classic)
- Професори: Шаннель, Онгіна, Маніла Лусон
- Урок для леді: Як зробити сексуальний знімок для онлайн-знайомства
- Драг нагорода: Як користуватися та зберігати лак для нігтів (від Кармен Каррери)
- Декан танцю: Андре Фуентес
- Фонограмма за "своє життя": "Call Me" —  Blondie
- Магічне слово: Ескандало
- Запрошений суддя: Ана Ортіс, Алек Мапа
- Переможець: Кріс (Caprice Classic)
- Професор переможця: Маніла Лусон

### Епізод 3: Lesbians Gone Wild
Вперше вийшов ефір 11 липня 2011 року
- Учасники конкурсу:  Джулія Голдман (Calamity), Скайлер Купер (Scorpio), ЕйДжей Стейсі (Thunder)
- Професори: Равен, Онгіна, Жужубі
- Урок для леді: Як знайти ідеальний розмір бюстгальтера
- Драг нагорода: Використання лаку для волосся (від Pandora Boxx)
- Декан танцю: Трісія Міранда
- Фонограмма за "своє життя": "Bootylicious" —  Destiny's Child
- Магічне слово: Мексикатессен
- Запрошений суддя: Дот Джонс
- Переможець: ЕйДжей Стейсі (Thunder)
- Професор переможця: Равен

### Епізод 4: Like a Virgin
Вперше вийшов ефір 18 липня 2011 року
- Учасники конкурсу: Меган (Smokey St. James), Саллі (Jezebel Fever), Крістіна (Candy Wrapper)
- Професори: Марія, Жужубі, Равен
- Урок для леді: Як стати леді-кроликом (зона бікіні для коханого)
- Драг нагорода: Використання  вазеліну (від Морган Макмайклс)
- Декан танцю: Андре Фуентес
- Фонограмма за "своє життя": "Physical" —  Олівія Ньютон-Джон
- Магічне слово: Розваги
- Запрошений суддя: Моллі Рінгуолд
- Переможець: Меган (Smokey St. James)
- Професор переможця: Марія

### Епізод 5: Naughty Nurses
Вперше вийшов ефір 25 липня 2011 року
- Учасники конкурсу:  Ленелл (Angel Esprit), Кім (Nikki Vixen), Хоуп (Tawny Foxx)
- Професори: Марія, Жужубі, Шаннель
- Урок для леді: Як одягати сексуальну нижню білизну
- Драг нагорода: Використання  тіней (від Равени)
- Декан танцю: Кендіс Кейн
- Фонограмма за "своє життя": "No Scrubs" —  TLC
- Магічне слово: Пахва
- Запрошений суддя: Чаро
- Переможець:  Ленелл (Angel Esprit)
- Професор переможця: Жужубі

### Епізод 6: Nominated by Loved Ones
Вперше вийшов ефір 1 серпня 2011 року
- Учасники конкурсу:  Ліз (Britney Ciccone), Латонья (Trés Jolie), Ранді (Vanessa Du Jour)
- Професори: Бебе Захара Бенет, Pandora Boxx, Марія
- Урок для леді: Як займатися «Драг» йогою
- Драг нагорода: Використання молока для магнезії (від Шаннель; продемонструвала Маніла Лузон)
- Декан танцю: Джамал Сімс
- Фонограмма за "своє життя": "Never Can Say Goodbye" — Ґлорія Ґейнор
- Магічне слово: Кумкват
- Запрошений суддя: Керрол Лейфер
- Переможець:  Латонья (Trés Jolie)
- Професор переможця: Марія

### Епізод 7: Mama Mia, I Need Help!
Вперше вийшов ефір 8 серпня 2011 року
- Учасники конкурсу:  Мішель (Saucy Sausalito), Анна (Portia Potrero), Алісія (Bianca Baybridge)
- Професори: Pandora Boxx, Морган Макмайклс, Бебе Захара Бенет
- Урок для леді: Як створити сексуальний фартух
- Драг нагорода: Як приховати особисті речі у вашому вбранні, тим самим не беручи з собою клатч (від Жужубі)
- Декан танцю: Джамал Сімс
- Фонограмма за "своє життя": "Hit Me With Your Best Shot" — Пат Бенатар
- Магічне слово: Пух
- Запрошений суддя: Керні Вілсон
- Переможець:  Мішель (Saucy Sausalito)
- Професор переможця: Pandora Boxx

### Епізод 8: A Family That Drags Together
Вперше вийшов ефір 15 серпня 2011 року
- Учасники конкурсу:  Дешавна [Мати Равени] (Ladyhawke), Сьюзен [Сестра Жужубі] (Falconetta), Рейчел [Сестра Маніли Лузон] (Lark St. Laurent)
- Професори: Равен, Жужубі, Маніла Лузон
- Урок для леді: Як створити фігуру пісочного годинника з підкладкою
- Драг нагорода: Методи використання огірків (від Онгіни)
- Декан танцю: Тріція Міранда
- Фонограмма за "своє життя": "Hot Stuff" — Донна Саммер
- Магічне слово: Fluffernutter
- Запрошений суддя: Ширлі Джонс
- Переможець:  Дешавна (Ladyhawke)
- Професор переможця: Равен

### Епізод 9: Looking for a New Job
Вперше вийшов ефір 22 серпня 2011 року
- Учасники конкурсу: Діна Джейкобс (Shalamar), Рейчел (Tasty Rain), Бетсі (Mahjong)
- Професори: Тіра Санчес, Кармен Каррера, Равен
- Урок для леді: Як зробити розслабляючі маски для обличчя з харчових продуктів.
- Драг нагорода: Корисні речі, які можна мати в сумочці, щоб уникнути ганьби та сорому (від Маніли Лузон)
- Декан танцю: Тріція Міранда
- Фонограмма за "своє життя": "9 to 5" — Доллі Партон
- Магічне слово: Диктант
- Запрошений суддя: Равен-Симон
- Переможець:  Бетсі (Mahjong)
- Професор переможця: Равен

### Епізод 10: 80's Ladies
Фінальний епізод сезону

Вперше вийшов ефір 29 серпня 2011 року
- Учасники конкурсу: Відлін Джейн (Chiffon Brulé), Stacey Q (Savannah), Даунтаун Джулі Браун (Donatella Mewhatodo)
- Професори: Кармен Каррера, Морган Макмайклс, Шаннель
- Урок для леді: Як втратити улюблені речі леді Бані.
- Драг нагорода: Як користуватися накладними віями (від Равена; продемонстровано на Жужубі)
- Декан танцю: Тоні Безіл
- Фонограмма за "своє життя": "Superstar" — RuPaul
- Магічне слово: Вологий
- Запрошений суддя: Лінда Картер
- Переможець: Даунтаун Джулі Браун (Donatella Mewhatodo)
- Професор переможця: Шаннель

## Сезон 3

### Епізод 1: Real Divorcees of LA County
Вперше вийшов ефір 18 червня 2012 року
- Учасники конкурсу: Хіларі (Tatiana D'Amore), Фейт (Elantra Sizzle), Шана (Callie Tropicale)
- Професори: Жужубі, Латріс Роял, Маніла Лусон
- Урок для леді: Запальний погляд (викладає Антон Хачатурян)
- Драг нагорода: Практика з обману разом з Раджа
- Декан танцю: Флекс
- Фонограмма за "своє життя": "I Will Survive" — Ґлорія Ґейнор
- Магічне слово: Драґжествений
- Запрошений суддя: Донна Міллз
- Переможець:  Шана (Callie Tropicale)
- Професор переможця: Маніла Лусон

### Епізод 2: Heroes to Hotties
Вперше вийшов ефір 25 червня 2012 року
- Учасники конкурсу: Крістін (Belle Supreme), Вірджинія (Empress Dupree), Бернадетта (Destiny Del Ray)
- Професори: Равен, Шаннель, Раджа
- Урок для леді: Оманне взуття (викладає Рамі Кашо)
- Драг нагорода: Таємничі секрети шкіри з Латріс Роял
- Декан танцю: Флекс
- Фонограмма за "своє життя": "She Works Hard for the Money" — Донна Саммер
- Магічне слово: Єстерґей
- Запрошений суддя: Брітані Сноу
- Переможець:  Бернадетта (Destiny Del Ray)
- Професор переможця: Раджа

### Епізод 3: Cupcake Queens
Вперше вийшов ефір 2 липня 2012 року
- Учасники конкурсу: Шеф Лавлі (Sugar Sensation), Мерилін (Bitsy Sprinkles), Сара (Candy Glaze)
- Професори: Марія, Латріс Роял, Алексіс Матео
- Урок для леді: Перуки (викладає Джессі Джордан)
- Драг нагорода: Сонячний солярій з Віламом
- Декан танцю: Кандіс Кайн
- Фонограмма за "своє життя": "Milkshake" — Келіс
- Магічне слово: Shelarious
- Запрошений суддя: Анжела Кінсі
- Переможець: Сара (Candy Glaze)
- Професор переможця: Алексіс Матео

### Епізод 4: Ex-Beauty Queens
Вперше вийшов ефір 9 липня 2012 року
- Учасники конкурсу: Джулі (Diamante Lamour), Квін (Sashay St.James), Тамара (Denitta De Ville)
- Професори: Чад Майклс, Віллам, Морган Макмайклс
- Урок для леді: Підтяжка обличчя (викладає Джефрі Пол)
- Драг нагорода: Кисті для макіяжу з Шерон Нідлс
- Декан танцю: Джамал Сімс
- Фонограмма за "своє життя": "Jealous of My Boogie" — RuPaul
- Магічне слово: Прокрастурбація
- Запрошений суддя: Тамара Тейлор
- Переможець: Тамара (Denitta De Ville)
- Професор переможця: Морган Макмайклс

### Епізод 5: Revenge of the Nerds
Вперше вийшов ефір 16 липня 2012 року
- Учасники конкурсу: Крісті (Felicity Payne), Ділан (Ember Alert), Шанті (Dolores Day)
- Професори: Pandora Boxx, Delta Work, Жужубі
- Урок для леді: Аксесуари для себе коханої (викладає Ештон Майкл)
- Драг нагорода: Великі та ясні очі від Віллама
- Декан танцю: Кандіс Кайн
- Фонограмма за "своє життя": "Burning Up" — Мадонна
- Магічне слово: Неможливе
- Запрошений суддя: Робін Гівенс
- Переможець: Ділан (Ember Alert)
- Професор переможця: Delta Work

### Епізод 6: From Boxers to Knockouts
Вперше вийшов ефір 23 липня 2012 року
- Учасники конкурсу: Сінтія (Kayla De Canter), Крістел (Touchè), Місі (Adina Powers)
- Професори: Равен, Жужубі, Чад Майклс
- Урок для леді: Сексуальні рухи (викладає Маріо Мослі)
- Драг нагорода: Tattoo Do's і Don'ts з Delta Work
- Декан танцю: Джамал Сімс
- Фонограмма за "своє життя": "Glamazon" — RuPaul
- Магічне слово: Овальність
- Запрошений суддя: Тамала Джонс
- Переможець: Місі (Adina Powers)
- Професор переможця: Чад Майклс

### Епізод 7: Dangerous Curves
Вперше вийшов ефір 30 липня 2012 року
- Учасники конкурсу: Ембер (Daisy Flowers), Мері (Stella Constellation), Синеад (Rita Rocket)
- Професори: Шерон Нідлс, Раджа, Pandora Boxx
- Урок для леді: Створення пухких губ (викладає Брендон Лібераті)
- Драг нагорода: Прекрасні брови з Морган Макмайклс
- Декан танцю: Адам Кук
- Фонограмма за "своє життя": "What's Love Got to Do with It" — Тіна Тернер
- Магічне слово: Гомофесіонал
- Запрошений суддя: Холлі Робінсон Піт
- Переможець: Синеад (Rita Rocket)
- Професор переможця: Pandora Boxx

### Епізод 8: Time to Grow Up
Фінальна серія

Вперше вийшов ефір 6 серпня 2012 року
- Учасники конкурсу: Крісті (Dita Devastation), ЕмДжей (Veronica Van Thunder), Ніколь (Danielle Devine)
- Професори: Pandora Boxx, Латріс Рояль, Равен
- Урок для леді: Правильне використання форм одягу (викладає Роберт Рей)
- Драг нагорода: Як зняти накладні нігті від Шерон Нідлс
- Декан танцю: Джамал Сімс
- Фонограмма за "своє життя": "Flashdance (What a Feeling)" — Ірен Кара
- Магічне слово: Конфлама
- Запрошений суддя: Джолі Фішер
- Переможець: ЕмДжей (Veronica Van Thunder)
- Професор переможця: Латріс Рояль